# 白沙古井
白沙古井简称白沙井，位于湖南省长沙市城南，贺龙体育文化中心西测，天心阁东南，临白沙路。白沙井被誉为“长沙第一泉”，也是江南名泉之一；现有泉眼四口，井口以花岗岩石砌成，长约67厘米，宽仅33厘米，深70厘米，井口东侧竖有“白沙古井”石碑。1964年该井被列为长沙市文物保护单位，1983年政府拨款进行了修缮；1993年重新被定为市级文物保护单位。2006年，古井被公布为省级文物保护单位。

## 历史沿革

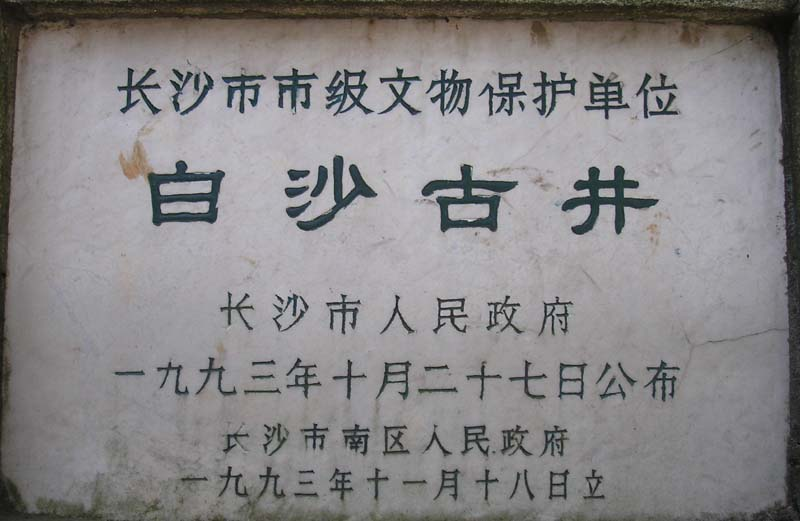

据考证，白沙古井建于春秋战国时期。始为一眼泉，明朝末期分为二泉，后增为四泉。背靠山侧树有石碑，上刻“白沙古井”四字，泉眼周围辅以导水沟，高处围以石栏，两边有石级作为通道。在自来水未普及以前为临近市民的主水源。

## 白沙岭征地事件
1999年初，长沙市电业局在古井背山白沙岭征用土地决定建住宅小区，之后不久队伍相继进场施工，不久建筑基础全部平整，消息传出后立刻产生强烈反响。长沙市民特别是古井周边市民顷刻间集体上访长沙市政府，强烈要求停止施工，保护好白沙古井，至此工程全面中止。

## 白沙古井特色
- 冬天，井水变暖了；而夏天，井里的水冰凉冰凉的。
- 无论冬夏，泉井里经常保持同样多的水量，永不溢出，也永不枯竭，水位用不变。[2]

## 白沙古井公园
为避免城市发展对古井的造成影响，长沙市民自发集资1500万元对周边进行修缮和拓展建立“白沙古井公园”，工程于2001年10月1日完工并对外开放。古井北测建有名为“白沙源”茶肆，南侧建有回廊，井背白沙岭进行了彻底整修，建有凉亭，周边全部植树绿化。
|                    |                |
| 白沙古井公园入口处 | 忙碌的白沙古井 |